# Hidari Jingorō
Hidari Jingorō (左 甚五郎, Hidari Jingorō) est un artiste gaucher japonais sculpteur et charpentier peut-être fictif. Bien que diverses études suggèrent qu'il a été actif au début de la période Edo (autour de 1596-1644), son existence même est sujet à controverses.
Certains attribuent à Jingorō, la création de plusieurs sculptures célèbres de dieux, situées un peu partout au Japon ; de plus, il est le sujet de nombreuses légendes.
Sa célèbre gravure, le nemuri-neko (眠猫, « chat dormant »), est placée au-dessus de la porte du Kuguri-mon parmi les sanctuaires et temples de Nikkō. Dans ces lieux saints et ces temples, se trouve le Nikkō Tōshō-gū, un sanctuaire qui honore le shogun Tokugawa Ieyasu.

## Source
- (en) Cet article est partiellement ou en totalité issu de l’article de Wikipédia en anglais intitulé « Hidari Jingorō » (voir la liste des auteurs).